# Panitumumab
Il panitumumab  o ABX-EGF, nome commerciale: Vectibix, è un anticorpo monoclonale interamente umano specifico contro epidermal growth factor receptor (EGFR) o  ErbB-1 0 HER1 (nell'uomo).
Il Panitumumab viene prodotto dalla Amgen e commercializzato negli USA con il nome Vectibix.  In origine fu studiato dalla Abgenix Inc.
Esso è stato approvato dalla FDA, nel settembre del 2006, per il trattamento dell'espressione del EGFR del tumore metastatico del colon retto con progressione di malattia nonostante un trattamento preventivo precedente.
Il Panitumumab è stato approvato dell'EMEA nel 2007, e in Canada nel 2008.
Il farmaco agisce legandosi al dominio extracellulare dell'EGFR impedendone così la sua attivazione.
Ciò si traduce in arresto della cascata di segnali intracellulari dipendenti da questo recettore.

### Panitumumab
- (EN) Charles D. Blanke, Gastrointestinal Oncology, Springer, 29 dicembre 2010,  pp. 362–, ISBN 978-3-642-13305-3.
- (EN) Charles D. Blanke, Gastrointestinal Oncology, Springer, 29 dicembre 2010,  pp. 362–, ISBN 978-3-642-13305-3.
- (EN) L. Harivardhan Reddy e Patrick Couvreur, Macromolecular Anticancer Therapeutics, Springer, 1º giugno 2009,  pp. 434–, ISBN 978-1-4419-0506-2.
- (EN) M. Wasif Saif, Gastrointestinal Malignancies, Demos Medical Publishing, 31 marzo 2010,  pp. 132–, ISBN 978-1-933864-90-7.
- (EN) accessdate Ronald M. Bukowski, Renal Cell Carcinoma: Molecular Targets and Clinical Applications, Springer, 3 marzo 2009,  pp. 293–, ISBN 978-1-58829-737-2.